# Gigantoceras perineti
Gigantoceras perineti är en fjärilsart som beskrevs av Pierre E.L. Viette 1965. Gigantoceras perineti ingår i släktet Gigantoceras och familjen trågspinnare. Inga underarter finns listade i Catalogue of Life.